# Karol Danielak
Karol Danielak (ur. 29 września 1991 w Jarocinie) – polski piłkarz, występujący na pozycji pomocnika w polskim klubie KKS 1925 Kalisz.

## Kariera klubowa
Karierę rozpoczął w Jarocie Jarocin, gdzie z drużyny młodzieżowej trafił do seniorskiej, w której występował w latach 2009–2013. Następnie kontynuował karierę w Chrobrym Głogów, a zimą 2015 roku trafił do ekstraklasowej Pogoni Szczecin. Po odejściu ze Szczecina występował w: Zawiszy Bydgoszcz, Chrobrym Głogów, Arce Gdynia (z którą zdobył Superpuchar Polski), Podbeskidziu Bielsko-Biała i Widzewie Łódź. 20 grudnia 2022 został zawodnikiem III-ligowej Wieczystej Kraków, z którą podpisał dwuipółletni kontrakt.
10 lipca 2025 został zawodnikiem KKS 1925 Kalisz. 

## Statystyki kariery klubowej
Aktualne na 21 grudnia 2022; „j.” oznacza rundę jesienną, a „w.” rundę wiosenną sezonu.
| Klub                       | Sezon                 | Liga                  | Liga  | Liga   | Puchar kraju | Puchar kraju | Suma  | Suma   |
| Klub                       | Sezon                 | Liga                  | Mecze | Bramki | Mecze        | Bramki       | Mecze | Bramki |
| -------------------------- | --------------------- | --------------------- | ----- | ------ | ------------ | ------------ | ----- | ------ |
| Jarota Jarocin             | 2009/10               | II liga               | 18    | 1      | 1            | 0            | 19    | 1      |
| Jarota Jarocin             | 2010/11               | II liga               | 27    | 1      | 3            | 0            | 30    | 1      |
| Jarota Jarocin             | 2011/12               | II liga               | 33    | 6      | 1            | 0            | 34    | 6      |
| Jarota Jarocin             | 2012/13               | II liga               | 32    | 2      | 1            | 0            | 33    | 2      |
| Jarota Jarocin             | 2013/14 (j.)          | II liga               | 17    | 1      | 1            | 0            | 18    | 1      |
| Jarota Jarocin             | Ogółem w Jarocie      | Ogółem w Jarocie      | 127   | 11     | 7            | 0            | 134   | 11     |
| Chrobry Głogów             | 2013/14 (w.)          | II liga               | 15    | 3      | 0            | 0            | 15    | 3      |
| Chrobry Głogów             | 2014/15 (j.)          | I liga                | 17    | 2      | 4            | 2            | 21    | 4      |
| Pogoń Szczecin             | 2014/15 (w.)          | Ekstraklasa           | 11    | 0      | 0            | 0            | 11    | 0      |
| Pogoń Szczecin             | 2015/16 (j.)          | Ekstraklasa           | 11    | 0      | 1            | 0            | 12    | 0      |
| Pogoń Szczecin             | Ogółem w Pogoni       | Ogółem w Pogoni       | 22    | 0      | 1            | 0            | 23    | 0      |
| Zawisza Bydgoszcz          | 2015/16 (w.)          | I liga                | 7     | 0      | 2            | 1            | 9     | 1      |
| Chrobry Głogów             | 2016/17               | I liga                | 26    | 3      | 0            | 0            | 26    | 3      |
| Chrobry Głogów             | 2017/18               | I liga                | 33    | 3      | 5            | 0            | 38    | 3      |
| Chrobry Głogów             | Ogółem w Chrobrym     | Ogółem w Chrobrym     | 91    | 11     | 9            | 2            | 100   | 13     |
| Arka Gdynia                | 2018/19 (j.)          | Ekstraklasa           | 4     | 0      | 3            | 0            | 7     | 0      |
| Podbeskidzie Bielsko-Biała | 2019/20               | I liga                | 33    | 13     | 0            | 0            | 33    | 13     |
| Podbeskidzie Bielsko-Biała | 2020/2021             | Ekstraklasa           | 26    | 1      | 1            | 1            | 27    | 2      |
| Podbeskidzie Bielsko-Biała | Ogółem w Podbeskidziu | Ogółem w Podbeskidziu | 59    | 14     | 1            | 1            | 60    | 15     |
| Widzew Łódź                | 2021/2022             | I liga                | 33    | 4      | 2            | 0            | 35    | 4      |
| Widzew Łódź                | 2022/2023 (j.)        | Ekstraklasa           | 14    | 1      | 1            | 0            | 15    | 1      |
| Widzew Łódź                | Ogółem w Widzewie     | Ogółem w Widzewie     | 47    | 5      | 3            | 0            | 50    | 5      |
| Wieczysta Kraków           | 2022/2023 (w.)        | III liga (grupa IV)   | 0     | 0      | 0            | 0            | 0     | 0      |
| Ogółem w karierze          | Ogółem w karierze     | Ogółem w karierze     | 357   | 41     | 26           | 4            | 383   | 45     |

## Sukcesy

### Klubowe
Arka Gdynia
- Superpuchar Polski (1×): 2018